# Alex-Ceslas Rzewuski
Alex-Ceslas Rzewuski (né Aleksander Rzewuski en 1893 à Kars et mort en 1983), descendant d’une vieille famille polonaise proche de la famille impériale, est un illustrateur, portraitiste, écrivain et prêtre catholique dominicain. Après sa conversion, il a adopté le nom de religion de Czesław.

## Biographie

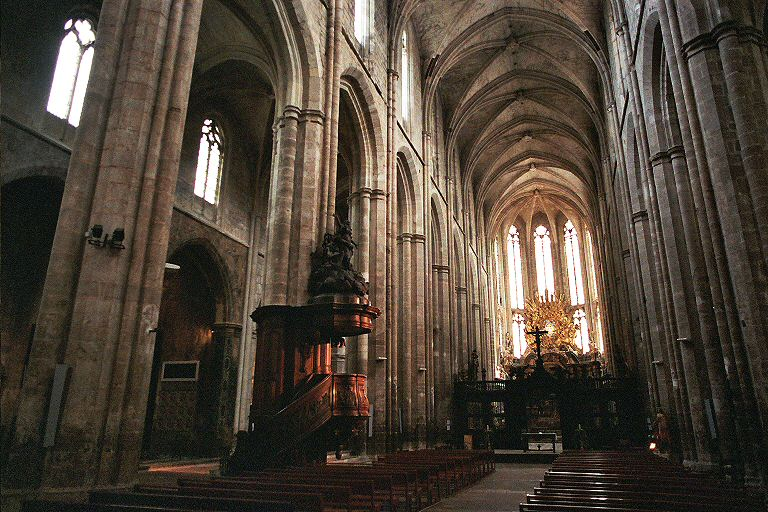
Intérieur de la basilique Sainte-Marie-Madeleine de Saint-Maximin-la-Sainte-Baume

Aleksander Rzewuski appartient à la famille Rzewuski, illustre famille de la noblesse galicienne, alliée aux Radziwiłł, Czapski, Tarnowski et aux Lubomirski. Elle est également alliée à plusieurs familles russes, comme les Lopoukhine, les Vorontzoff-Daschkoff. Rzewuski est par sa grand-tante comtesse Ewelina Hanska, le petit-neveu par alliance de Balzac.
Le père d'Adam Rzewuski, Polonais catholique, était général dans l'armée russe et commandant de la forteresse de Piatigorsk puis de Vladikavkaz ; sa mère Catherine, fille de propriétaires terriens russes ayant des liens avec des banquiers de Saint-Pétersbourg, est orthodoxe. Mais Rzewuski est élevé principalement par Elisabeth Derten, une Allemande russifiée. Il étudie à Saint-Pétersbourg et voyage beaucoup, en Turquie, en Perse, au Tibet. Il est influencé par l'art des peuples du Caucase. 
Lorsque la Première Guerre mondiale éclate, Rzewuski profite de la vie au fond de la Russie. Il s’intéresse au spiritisme et à l’occultisme, essaie même la drogue. Il devient finalement le commandant du train-sanitaire de la grande-duchesse Wladimir, desservant d’abord la Biélorussie, puis le front turc en Transcaucasie. En janvier 1919, ruiné et chassé par la révolution bolchevique, il va en Pologne. Il n'y reste toutefois pas longtemps. Il part pour l'Italie et retourne durant quelques mois à Varsovie en 1922. Grâce à ses parents italiens, la famille Caetani (en), il se lie avec l'aristocratie locale. C’est de là que sera tracé pour lui un chemin direct vers les salons de Paris et de Londres. Il y fait rapidement carrière comme illustrateur de mode, comme dessinateur pour le théâtre et les revues légères ; mais c'est surtout comme portraitiste mondain qu'il donne toute sa mesure. Ses œuvres paraissent dans la presse polonaise, française, britannique et américaine: Świat, Femina, Tatler, la Gazette du Bon Ton, puis La Vie parisienne, l'Illustrated London News, ou Sketch. Il a la réputation d'être l'un des portraitistes les plus chers de Paris et compte parmi sa clientèle les cercles aristocratiques français et britanniques, les Romanov, les nouvelles fortunes américaines et, d'une manière générale, ce qui allait devenir la café society. Son cercle : les grands-ducs en exil et le couple Youssoupoff, Misia Sert, Serge Diaghilev, Jean Cocteau, Chanel, Boni de Castellane, Dolly Radziwiłł, Julien Green, les Nabokov, Pavel Tchelitchew, le marquis de Cuevas, Lady Cunard, Nancy Mitford, Winaretta Singer-Polignac, Liane de Pougy et bien d’autres…
Volontiers mystique, lassé du monde, il rencontre Jacques Maritain, puis Mgr Ghika, deux rencontres qui le mènent à entrer dans les ordres à la fin de 1926. Il choisit les Dominicains de Saint-Maximin-la-Sainte-Baume (Var). Il est ordonné prêtre en 1932. 
Il reste cependant très proche des milieux littéraires et artistiques de son époque (Julien Green, Jacques Maritain, Jean Bourgoint, Jean Hugo et Misia Sert), tout en exerçant son ministère à Fribourg, à Toulouse, au Couvent de la Sainte-Baume en Provence, ou dans son ermitage de Prouilhe.
En 1946, il joue un rôle important dans la vie religieuse de Jean Bourgoint. Il est également l'ayant droit littéraire de Liane de Pougy, ancienne demi-mondaine de la Belle Époque qui lui lègue ses fameux "cahiers bleus", publiés et préfacés par Rzewuski. Il rédige plusieurs articles dans différentes revues et les éditions du Cerf ont publié après sa mort un texte de réhabilitation de sa grande amie, la mécène Misia Sert, qu'une biographie américaine avait maltraitée.
En raison de sa courte activité en tant que graveur, ses portraits (à la pointe sèche) passent assez rarement en ventes publiques et n'en sont que plus recherchés des collectionneurs.

## Publications
- À travers l'invisible cristal (Mémoires). Paris, Plon, 1976
- L'Instant. Paris, Plon, 1981
- La Double Tragédie de Misia Sert, préface de Jean Chalon. Paris, Cerf, 2006

Une biographie est consacrée à A.-C. Rzewuski, par David Gaillardon : La beauté et la grâce, itinéraire d'un aristocrate européen, Alex Rzewuski. Paris, Lacurne, 2019.
Voir aussi Mes cahiers bleus, de Liane de Pougy, préface d'A.-C. Rzewuski.